# Лонгевка, Кшиштоф
Кши́штоф Лонге́вка (пол. Krzysztof Łągiewka; 23 января 1983, Кольно, Польша) — польский футболист, защитник.

## Карьера
Воспитанник футбольной школы клуба «Олимпия» из города Замбрув. Профессиональную карьеру начал в 2000 году в «Ягеллонии», в 2002 году перешёл в рижский «Сконто». В 2004 году перешёл в ярославский «Шинник» и 11 апреля того же года в матче с московским «Динамо» впервые сыграл в России. В 2006 году перешёл в самарские «Крылья Советов». В июне 2008 года подписал контракт с «Кубанью», в составе которой впервые сыграл 8 июля того же года, выйдя на замену во втором тайме матча против «Волги». Первый мяч за «Кубань» забил 26 июля 2008 года на последних минутах матча против «Спортакадемклуба». Всего в том сезоне провёл за «Кубань» 8 матчей, забил 2 гола. Но затем потерял место в основном составе, и в сезоне 2009 года сыграл только в 3-х заключительных матчах чемпионата. Помимо этого, провёл 12 матчей за молодёжный состав клуба, забил 1 гол.
30 ноября 2009 года появилась информация, что «Кубань» не будет продлевать завершившийся контракт. В начале 2010 года вернулся в «Крылья Советов», в состав которых был официально заявлен 8 апреля.

## Личная жизнь
Женился на русской девушке из Риги, есть сын Даниэль. Хорошо владеет русским языком, который изучал ещё в школе.

## Достижения
«Кубань»
- 2-е место в Первом дивизионе России (выход в Высший дивизион): 2008